# Appias lasti
Appias lasti is een vlindersoort uit de familie van de Pieridae (witjes), onderfamilie Pierinae.
Appias lasti werd in 1889 beschreven door Grose-Smith.